# IC 549
IC 549 је спирална галаксија у сазвјежђу Хидра која се налази на листи објеката дубоког неба у Индекс каталогу.
Деклинација објекта је + 3° 57' 32" а ректасцензија 9h 40m 43,1s. Привидна величина (магнитуда) објекта IC 549 износи 14,7 а фотографска магнитуда 15,5. IC 549 је још познат и под ознакама MCG 1-25-10, CGCG 35-27, PGC 27622.